# Cryptoblepharus furvus
Cryptoblepharus furvus là một loài thằn lằn trong họ Scincidae. Loài này được Horner mô tả khoa học đầu tiên năm 2007.